# Ceratorhiza anacalospora
Ceratorhiza anacalospora é uma espécie de fungo pertencente à família Ceratobasidiaceae.